# Helge Antoni
Helge Antoni (* 25. April 1956 in Malmö) ist ein schwedischer Pianist.

## Leben
Helge Antoni stammt väterlicherseits aus einer Musikerfamilie. Seine Mutter, eine gebürtige Augsburgerin, war Akrobatin.  Antoni begann ein Klavierstudium bei Stanislav Knor an der Musikhochschule in Malmö und setzte es, nachdem ihm 1978 als erstem schwedischen Musiker das British Council Fellowship zuerkannt wurde, für vier weitere Jahre bei Peter Feuchtwanger in London fort. 1982 hatte er seine ersten internationalen Auftritte beim Mai-Musical in Bordeaux und in der Salle Gaveau in Paris.
Antoni gab als Solist mit Orchester sowie als Recital- und Kammermusiker Konzerte in  London im St. John’s Smith Square, in der Wigmore Hall, in Zürich in der Tonhalle, in Den Haag im Philipszaal, in Bonn im Beethoven-Saal, in Polen im Geburtshaus von Chopin in Żelazowa Wola. In Italien gab er als erster Pianist auf Einladung von Wilhelm Kempffs Casa Orfeo Stiftung in Positano zwei Konzerte („Hommage à W. Kempff“). In Washington D. C. gastierte er im Kennedy Center, in Chicago in der Orchestra Hall, in San Francisco in der Masonic Hall, in Lima (Peru) in der Sociedad Filarmonica, in Buenos Aires (Argentinien) im Sala Dorada. Als Kammermusiker konzertierte Antoni mit den Sopranistinnen Elisabeth Söderström und Janet Perry, mit dem Trompeter Håkan Hardenberger und mit den Salzburger Kammersolisten auf einer Mozart-Tournee in den USA und Kanada.
Er war künstlerischer Leiter des Spätsommernachtsfestivals in Norwegen sowie musikalischer Leiter der Stiftung Villa San Michele auf Capri. Von 2004 bis 2008 lebte Helge Antoni in Lima, wo er eine  Stiftung gründete und sich neben seiner  Konzerttätigkeit vor allem für mittellose Musikstudenten einsetzte. Er arbeitet regelmäßig mit der Universität Witten/Herdecke zusammen, so unterrichtet er dort seit 2002 im Rahmen des Studium fundamentale und gibt Konzerte.

## Werk
CDs von Helge Antoni erschienen  bei Etcetera mit Klavierwerken von Sinding, Grieg, Rossini  sowie Chopin und John Field. Bei dem schwedischen Label dB Productions ist die CD „The Piano Experience“ erschienen, die 300 Jahre Klaviermusik von Couperin bis Arvo Pärt enthält. Darunter finden sich auch einige Werke, die  für Helge Antoni geschrieben wurden.
- Crossfire (Chopin - Field) von Helge Antoni, Frederic Chopin und John Field (Audio-CD - 2001)
- Piano Music von Helge Antoni und Gioacchino Rossini (Audio-CD - 2001)
- The Piano Experience von Helge Antoni, Couperin, Scarlatti und Mozart (Audio-CD - 2003)
- Grieg Werke für Klavier von Helge Antoni und Edvard Grieg (Audio-CD - 2001)
- Sinding Klaviermusik Antoni von Helge Antoni und Christian Sinding (Audio-CD - 2001)

## Preise und Auszeichnungen
- 1983 gewann er den  Menuhin-Preis.
- Als internationaler Pianist trägt Antoni den Titel Exklusiver Steinway-Artist[2]